# Niszczyciele rakietowe projektu 956
Niszczyciele rakietowe projektu 956, określane też jako typ Sowriemiennyj (w kodzie NATO typ Sovremenny) – niszczyciele rakietowe budowane od początku lat 80 XX w. w ZSRR a następnie od 1991 w Rosji.

## Historia
Okręty projektu 956 powstały z myślą o zwalczaniu okrętów nawodnych przeciwnika i zapewnieniu obrony przeciwlotniczej. Miały być uzupełnieniem dla przystosowanych głównie do zwalczania okrętów podwodnych niszczycieli proj. 1155 (Udałoj).
Stępkę pod pierwszy okręt serii „Sowriemiennyj” położono w 1977 w stoczni Północnej (Siewiernaja) w Leningradzie. Wodowanie okrętu miało miejsce w listopadzie 1978, a wejście do służby w grudniu 1980.
Po rozpadzie ZSRR tempo budowy jednostek zmalało. W 1996 roku dwa nieukończone okręty zostały zakupione przez Chiny, przekazano je po ukończeniu w 1999 i 2000 roku. W 2002 roku Chiny złożyły zamówienie na budowę dwóch dalszych, nowych okrętów, z których pierwszy wodowano w 2004 roku.

## Wersje
- projekt 956 – podstawowa wersja okrętów, w latach 1980–1991 do służby weszło 14 jednostek tego typu uzbrojonych w pociski przeciwokrętowe 3M80. 5 okrętów tego typu zostało wycofanych ze służby.
- projekt 956A – Wersja wchodząca do służby od 1992 jest wyposażona w zmodernizowane pociski przeciwokrętowe 3M80M o zwiększonym zasięgu.
- projekt 956EM – najnowsza wersja okrętów opracowana dla Chińskiej Marynarki Wojennej. Nie posiadają one rufowej wieży armat AK-130, natomiast mają powiększony pokład dla śmigłowców[1].

## Zbudowane okręty
- „Sowremiennyj” – (Современный) – wejście do służby 1980, wycofany ze służby w 1998, złomowany w 2003
- „Otczajannyj” – (Отчаянный) – wejście do służby 1982, wycofany ze służby w 1998
- „Otlicznyj” – (Отличный) – wejście do służby 1983, wycofany ze służby w 1998
- „Osmotritielnyj” – (Осмотрительный) – wejście do służby 1984, wycofany ze służby 1997
- „Biezupriecznyj” – (Безупречный) – wejście do służby 1985, wycofany ze służby 2003
- „Bojewoj” – (Боевой) – wejście do służby 1986, od 1998 w rezerwie[2]
- „Stojkij” – (Стойкий) – wejście do służby 1986, wycofany ze służby 1998
- „Okrylonnyj” – (Окрылённый) – wejście do służby 1987, wycofany ze służby 1998, złomowany 1999
- „Burnyj” – (Бурный) – wejście do służby 1988
- „Griemiaszczij” – (Гремящий) – wejście do służby 1988, wycofany ze służby 2007[3]
- „Bystryj” – (Быстрый) – wejście do służby 1989
- „Rastoropnyj” – (Расторопный) – wejście do służby 1989
- „Biezbojazniennyj” – (Безбоязненный) – wejście do służby 1990
- „Biezudierżnyj” – (Безудержный) – wejście do służby 1991
- "Biespokojnyj" – (Беспокойный) – wejście do służby 1992
- „Nastojcziwyj” – (Настойчивый) (początkowo nazwa „Moskowskij Komsomolec”) – wejście do służby 1993
- „Admirał Uszakow” (wcześniej „Biesstrasznyj” – Бесстрашный) – wejście do służby 1994
- „Ważnyj” – (Важный) – w 1999 znajdujący się w budowie okręt sprzedano do Chin gdzie otrzymał nazwę "Hangzhou"
- „Wdumcziwyj” – (Вдумчивый) – w 2000 znajdujący się w budowie okręt sprzedano do Chin gdzie otrzymał nazwę "Fuzhou"
- „Taizhou” (DDG-138) – zmodernizowana wersja 956EM zbudowana dla Chin w 2005
- „Ningbo” (DDG-139) – zmodernizowana wersja 956EM zbudowana dla Chin w 2006

W chwili obecnej (luty 2008) 8 niszczycieli tego typu pozostaje w składzie rosyjskiej marynarki. Z tego 2 służą we Flocie Północnej, 4 we Flocie Pacyfiku (z tego 2 są w remoncie), i 2 we Flocie Bałtyckiej.